# Стрільба на літніх Олімпійських іграх 2012 — скит (чоловіки)
Змагання з скиту серед чоловіків на літніх Олімпійських іграх 2012 пройшли 30 і 31 липня. У них взяли участь 36 спортсменів, перемогу знову здобув олімпійський чемпіон Пекіна Вінсент Хенкок.
Турнір складався з двох раундів, кваліфікації та фіналу. У першому раунді учасники виконали 5 серій по 25 пострілів. Шість найкращих спортсменів за підсумками кваліфікації пробилися до фіналу. Там кожний виконав ще по 25 пострілів, після чого результати фіналу та кваліфікації були підсумовані та визначили призерів.
Американець Вінсент Хенкок показав найкращі результати і у кваліфікації, і у фіналі. Він оновив олімпійські рекорди у кваліфікації і сумі (абсолютний результат у фіналі стрільці показують майже на кожній Олімпіаді). Данець Андерс Голдінг став срібним призером, і єдиний провів без промахів 3 серії підряд. Третій результат показали Насер Аль Атіях та Валерій Шомін, у перестрілці за бронзову медаль катарець виявився точнішим за росіянина.

## Рекорди
| Кваліфікація        | Кваліфікація         | Кваліфікація | Кваліфікація   | Кваліфікація   |
| ------------------- | -------------------- | ------------ | -------------- | -------------- |
| Світовий рекорд     | Вінсент Хенкок (USA) | 125          | Лонато, Італія | 14 червня 2007 |
| Олімпійський рекорд | Вінсент Хенкок (USA) | 121          | Пекін, Китай   | 16 серпня 2008 |

| Сума                | Сума                                     | Сума                      | Сума           | Сума           |
| ------------------- | ---------------------------------------- | ------------------------- | -------------- | -------------- |
| Світовий рекорд     | Вінсент Хенкок (USA)                     | 150 (125+25)              | Лонато, Італія | 14 червня 2007 |
| Олімпійський рекорд | Вінсент Хенкок (USA) Торе Бровольд (NOR) | 145 (121+24) 145 (120+25) | Пекін, Китай   | 16 серпня 2008 |

## Кваліфікація
|    | Спортсмен                | Країна                     | 1  | 2  | 3  | 4  | 5  | Всього | *     |
| -- | ------------------------ | -------------------------- | -- | -- | -- | -- | -- | ------ | ----- |
| 1  | Вінсент Хенкок           | США                        | 25 | 24 | 25 | 24 | 25 | 123    | Q, OR |
| 2  | Андерс Голдінг           | Данія                      | 24 | 23 | 25 | 25 | 25 | 122    | Q     |
| 3  | Валерій Шомін            | Росія                      | 23 | 24 | 24 | 25 | 25 | 121    | Q     |
| 4  | Насер Аль Атіях          | Катар                      | 25 | 23 | 24 | 24 | 25 | 121    | Q     |
| 5  | Луїджі Лодден            | Італія                     | 21 | 25 | 24 | 25 | 25 | 120    | Q     |
| 6  | Ян Сихра                 | Чехія                      | 23 | 23 | 25 | 24 | 25 | 120    | Q     |
| 7  | Маркус Свенссон          | Швеція                     | 22 | 24 | 24 | 24 | 25 | 119    |       |
| 8  | Френк Томпсон            | США                        | 24 | 23 | 24 | 23 | 25 | 119    |       |
| 9  | Ніколаос Мавромматіс     | Греція                     | 23 | 25 | 23 | 24 | 24 | 119    |       |
| 10 | Ральф Бухгайм            | Німеччина                  | 23 | 21 | 24 | 25 | 25 | 118    |       |
| 11 | Георгіос Ахиллеос        | Кіпр                       | 23 | 22 | 24 | 24 | 25 | 118    |       |
| 12 | Річард Брайкелл          | Велика Британія            | 24 | 22 | 23 | 25 | 24 | 118    |       |
| 13 | Саїд Аль-Мактум          | Об'єднані Арабські Емірати | 21 | 24 | 25 | 24 | 24 | 118    |       |
| 14 | Енніо Фалько             | Італія                     | 24 | 23 | 24 | 23 | 24 | 118    |       |
| 15 | Стефан Нільссон          | Швеція                     | 22 | 25 | 25 | 22 | 24 | 118    |       |
| 16 | Рорі Ворлоу              | Велика Британія            | 24 | 24 | 22 | 25 | 23 | 118    |       |
| 17 | Антоні Терра             | Франція                    | 21 | 24 | 24 | 25 | 23 | 117    |       |
| 18 | Мостафа Хамді            | Єгипет                     | 23 | 25 | 22 | 24 | 23 | 117    |       |
| 19 | Якуб Томечек             | Чехія                      | 24 | 23 | 23 | 25 | 22 | 117    |       |
| 20 | Кіт Фергюсон             | Австралія                  | 23 | 22 | 23 | 22 | 24 | 116    |       |
| 21 | Абдулла Аль-Рашиді       | Кувейт                     | 23 | 24 | 24 | 21 | 24 | 116    |       |
| 22 | Антонакіс Андреу         | Кіпр                       | 22 | 23 | 23 | 24 | 23 | 115    |       |
| 23 | Хуан Хосе Арамбуру       | Іспанія                    | 23 | 22 | 24 | 24 | 22 | 115    |       |
| 24 | Хав'єр Родрігес          | Мексика                    | 23 | 22 | 23 | 22 | 24 | 114    |       |
| 25 | Ефтіміос Мітасов         | Греція                     | 22 | 24 | 23 | 22 | 23 | 114    |       |
| 26 | Єспер Хансен             | Данія                      | 22 | 22 | 24 | 24 | 21 | 113    |       |
| 27 | Торе Бровольд            | Норвегія                   | 22 | 25 | 22 | 24 | 20 | 113    |       |
| 28 | Хуррем Інама             | Пакистан                   | 21 | 23 | 23 | 20 | 25 | 112    |       |
| 29 | Маджед Аль-Тамімі        | Саудівська Аравія          | 23 | 18 | 20 | 25 | 21 | 111    |       |
| 30 | Гільєрмо Альфредо Торрес | Куба                       | 20 | 21 | 25 | 22 | 22 | 110    |       |
| 31 | Пол Брайан Росаріо       | Філіппіни                  | 22 | 19 | 25 | 22 | 24 | 109    |       |
| 32 | Ніколас Пачеко Еспіноса  | Перу                       | 21 | 21 | 21 | 22 | 24 | 109    |       |
| 33 | Клайв Бартон             | Австралія                  | 20 | 22 | 25 | 21 | 21 | 109    |       |
| 34 | Фабіо Рамелла            | Швейцарія                  | 21 | 23 | 22 | 23 | 20 | 109    |       |
| 35 | Чо Ен вересня            | Південна Корея             | 24 | 21 | 23 | 22 | 19 | 109    |       |
| 36 | Азмі Мехельба            | Єгипет                     | 21 | 19 | 24 | 24 | 20 | 108    |       |

## Фінал
|   | Спортсмен             | Квал. | Фінал | Всього | Пере- стрілка | *  |
| - | --------------------- | ----- | ----- | ------ | ------------- | -- |
| 1 | Вінсент Хенкок (USA)  | 123   | 25    | 148    |               | OR |
| 2 | Андерс Голдінг (DEN)  | 122   | 24    | 146    |               |    |
| 3 | Насер Аль Атіях (QAT) | 121   | 23    | 144    | 6             |    |
| 4 | Валерій Шомін (RUS)   | 121   | 23    | 144    | 5             |    |
| 5 | Луїджі Лодден (ITA)   | 120   | 23    | 143    |               |    |
| 6 | Ян Сихра (CZE)        | 120   | 23    | 143    |               |    |